# Giuseppe Monegato
Giuseppe Monegato (Fontaniva, 9 ottobre 1903 – Fontaniva, 9 dicembre 1969) è stato un artista, pittore e scultore italiano dalla singolare forza espressiva.
Monegato realizzò le sue opere più importanti subito dopo la fine della seconda guerra mondiale, da lui vissuta con grande tensione emotiva. Uno dei primi importanti frutti della sua sensibilità tormentata fu un'opera in bronzo, chiamata prima La sofferenza, poi Buchenwald. 
In seguito si dedicò in particolare alla terracotta, materiale particolarmente plasmabile e molto adatto a rendere, nelle sue sculture, quelle scavature e quelle vibrazioni e contorsioni della materia che caratterizzano il suo stile.
In terracotta egli realizzò inizialmente un ciclo di 92 sculture dedicate ai Promessi sposi di Alessandro Manzoni, che ottennero numerosi riconoscimenti a livello nazionale e furono esposte in importanti città italiane; furono quelli gli anni in cui vari personaggi del mondo intellettuale italiano – come Bino Rebellato, Chino Ermacora e Luciano Mercante – iniziarono finalmente a conoscerlo e ad apprezzarlo. 
In terracotta Monegato realizzò poi la sua opera più importante: la splendida serie di più di 100 sculture dedicate all'Inferno di Dante Alighieri.
Giuseppe Monegato era un artista spinto da un'urgenza espressiva che lo portò in certi periodi a lavorare giorno e notte alle sue opere. In particolare, quando iniziò nel 1950 la serie delle opere dedicate all'Inferno di Dante, realizzò le prime 17 terrecotte in soli 20 giorni, finendo così per ammalarsi, e dovette bloccare il lavoro per vari mesi.
Dalla fine degli anni quaranta Monegato ricevette moltissimi riconoscimenti per i suoi lavori, che furono esposti non solo nell'ambito regionale, ma anche a Milano, Lecco, Bologna, Bergamo e in altre piazze, ricevendo entusiastici consensi, premi, articoli su giornali nazionali, inviti per trasmissioni televisive (per il Film giornale universale, per esempio). 
Progettò e costruì a Carmignano di Brenta, dove visse e lavorò, una villa (tuttora esistente) assai singolare, dall'architettura estrosa ed eclettica, da lui internamente affrescata con motivi tratti dalla Bibbia e dotata di un giardino di alberi, fontane, statue e gigantesche anfore di terracotta.